# Чемпионат Уругвая по футболу 1942
Примера А Уругвая по футболу 1942 года — очередной сезон лиги. Турнир проводился по двухкруговой системе в 18 туров. Все клубы из Монтевидео. Клуб, занявший последнее место, выбыл из лиги.
«Насьональ» установил рекорд высшей уругвайской лиги по числу побед подряд: в сезонах 1940—1942 клуб победил в 32 матчах кряду, разница мячей при этом составила 131-34. Последний победный матч завершился разгромом «Дефенсора» со счётом 10-1 во 2-м туре данного сезона. В следующем же туре «Насьональ» сыграл вничью 3:3 с «Расингом».

## Таблица
| №  | Клуб                 | И  | В  | Н | П  | Заб | Проп | Очки |
| 1  | Насьональ            | 18 | 13 | 2 | 3  | 59  | 24   | 28   |
| 2  | Пеньяроль            | 18 | 11 | 3 | 4  | 43  | 22   | 25   |
| 3  | Монтевидео Уондерерс | 18 | 8  | 6 | 4  | 24  | 21   | 22   |
| 4  | Суд Америка          | 18 | 9  | 2 | 7  | 35  | 29   | 20   |
| 5  | Рампла Хуниорс       | 18 | 7  | 4 | 7  | 27  | 29   | 18   |
| 6  | Ливерпуль            | 18 | 7  | 3 | 8  | 31  | 34   | 17   |
| 7  | Расинг               | 18 | 6  | 4 | 8  | 28  | 38   | 16   |
| 8  | Сентраль             | 18 | 7  | 1 | 10 | 31  | 39   | 15   |
| 9  | Дефенсор             | 18 | 3  | 5 | 10 | 29  | 49   | 11   |
| 10 | КА Ривер Плейт       | 18 | 2  | 4 | 12 | 17  | 39   | 8    |

## Матчи

### Тур 1
| Насьональ — Суд Америка 4:2    |
| Пеньяроль — Ривер Плейт 4:1    |
| Сентраль — Расинг 2:1          |
| Ливерпуль — Дефенсор 4:1       |
| Рампла Хуниорс — Уондерерс 1:0 |

### Тур 2
| Уондерерс — Пеньяроль 2:0      |
| Насьональ — Дефенсор 10:1      |
| Ливерпуль — Рампла Хуниорс 2:1 |
| Сентраль — Ривер Плейт 2:1     |
| Суд Америка — Расинг 3:1       |

### Тур 3
| Расинг — Насьональ 3:3        |
| Дефенсор — Пеньяроль 1:1      |
| Сентраль — Рампла Хуниорс 5:2 |
| Уондерерс — Ривер Плейт 2:0   |
| Суд Америка — Ливерпуль 2:1   |

### Тур 4
| Пеньяроль — Суд Америка 3:0    |
| Насьональ — Рампла Хуниорс 1:0 |
| Ривер Плейт — Дефенсор 1:0     |
| Расинг — Уондерерс 2:1         |
| Ливерпуль — Сентраль 4:1       |

### Тур 5
| Ливерпуль — Насьональ 3:2        |
| Суд Америка — Дефенсор 5:1       |
| Пеньяроль — Расинг 6:0           |
| Ривер Плейт — Рампла Хуниорс 1:1 |
| Уондерерс — Сентраль 3:2         |

### Тур 6
| Пеньяроль — Рампла Хуниорс 2:2 |
| Уондерерс — Ливерпуль 3:1      |
| Насьональ — Сентраль 4:3       |
| Расинг — Дефенсор 2:2          |
| Суд Америка — Ривер Плейт 4:1  |

### Тур 7
| Уондерерс — Насьональ 0:0        |
| Рампла Хуниорс — Суд Америка 1:0 |
| Пеньяроль — Ливерпуль 3:1        |
| Дефенсор — Сентраль 2:2          |
| Расинг — Ривер Плейт 2:2         |

### Тур 8
| Насьональ — Ривер Плейт 6:0   |
| Сентраль — Пеньяроль 1:0      |
| Расинг — Ливерпуль 2:1        |
| Суд Америка — Уондерерс 3:0   |
| Рампла Хуниорс — Дефенсор 4:2 |

### Тур 9
| Ливерпуль — Ривер Плейт 2:1 |
| Расинг — Рампла Хуниорс 2:1 |
| Дефенсор — Уондерерс 1:1    |
| Сентраль — Суд Америка 3:2  |
| Насьональ — Пеньяроль 3:2   |

### Тур 10
| Суд Америка — Насьональ 3:1    |
| Пеньяроль — Ривер Плейт 2:1    |
| Расинг — Сентраль 1:0          |
| Дефенсор — Ливерпуль 1:0       |
| Рампла Хуниорс — Уондерерс 1:1 |

### Тур 11
| Уондерерс — Пеньяроль 1:1      |
| Насьональ — Дефенсор 3:2       |
| Ливерпуль — Рампла Хуниорс 0:0 |
| Ривер Плейт — Сентраль 2:1     |
| Расинг — Суд Америка 2:0       |

### Тур 12
| Насьональ — Расинг 2:0        |
| Пеньяроль — Дефенсор 3:2      |
| Рампла Хуниорс — Сентраль 2:1 |
| Уондерерс — Ривер Плейт 1:0   |
| Суд Америка — Ливерпуль 3:3   |

### Тур 13
| Пеньяроль — Суд Америка 5:1    |
| Насьональ — Рампла Хуниорс 4:2 |
| Ривер Плейт — Дефенсор 2:2     |
| Расинг — Уондерерс 4:0         |
| Сентраль — Ливерпуль 2:1       |

### Тур 14
| Насьональ — Ливерпуль 6:0        |
| Дефенсор — Суд Америка 2:0       |
| Пеньяроль — Расинг 2:0           |
| Рампла Хуниорс — Ривер Плейт 3:2 |
| Уондерерс — Сентраль 4:2         |

### Тур 15
| Пеньяроль — Рампла Хуниорс 4:1 |
| Уондерерс — Ливерпуль 0:0      |
| Насьональ — Сентраль 3:0       |
| Дефенсор — Расинг 5:2          |
| Суд Америка — Ривер Плейт 2:0  |

### Тур 16
| Уондерерс — Насьональ 2:1        |
| Суд Америка — Рампла Хуниорс 1:0 |
| Пеньяроль — Ливерпуль 3:1        |
| Сентраль — Дефенсор 4:2          |
| Расинг — Ривер Плейт 1:1         |

### Тур 17
| Насьональ — Ривер Плейт 2:1   |
| Пеньяроль — Сентраль 2:0      |
| Ливерпуль — Расинг 5:3        |
| Суд Америка — Уондерерс 1:1   |
| Рампла Хуниорс — Дефенсор 3:1 |

### Тур 18
| Ливерпуль — Ривер Плейт 2:0 |
| Рампла Хуниорс — Расинг 2:0 |
| Уондерерс — Дефенсор 2:1    |
| Суд Америка — Сентраль 3:0  |
| Насьональ — Пеньяроль 4:0   |